# 平成13年台風第15号
平成13年台風第15号（へいせい13ねんたいふうだい15ごう、アジア名：ダナス〔Danas、命名国：フィリピン、意味：経験すること〕）は、2001年9月に発生し、関東地方に上陸した台風である。

## 概要

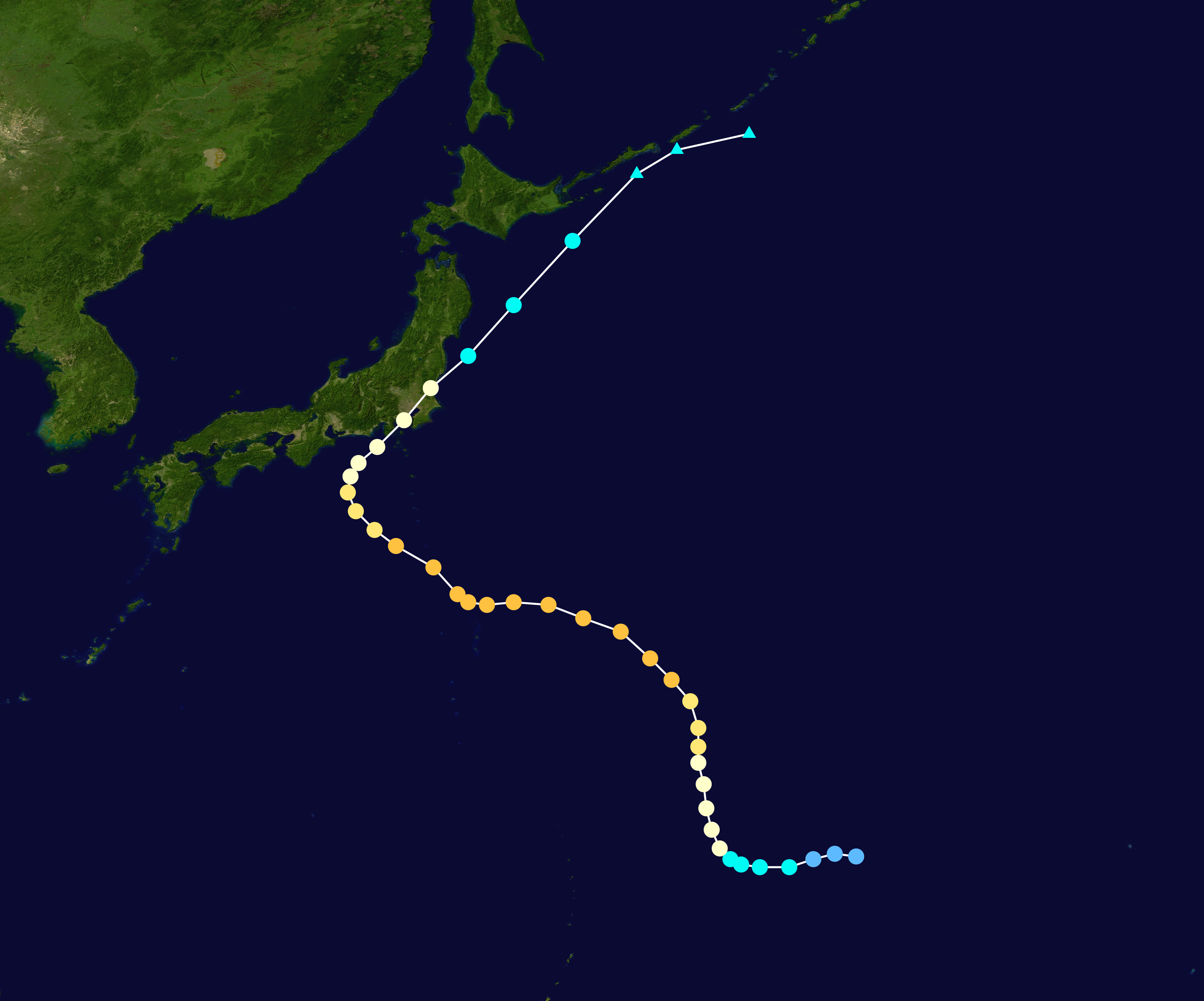
進路図

9月4日に南鳥島近海で発生した台風第15号は日本の南東海上を発達しながら北上し、9月7日頃から次第に向きを西寄りに変え始めた。最盛期には945hPaで「大型で強い勢力」まで発達した。9月8日頃には小笠原諸島を暴風域に巻き込み、9月10日には東日本方面に方向を変えて紀伊半島の南海上にまで進んだ。この頃の勢力は最盛期に比べると衰えていたが、依然として「強い勢力」を保っていた。
その後、伊豆半島付近で「強い勢力」では無くなり、9月11日9時30分頃に970hPa、最大風速30m/sの勢力で暴風域を維持したまま神奈川県鎌倉市付近に上陸した。上陸後は東京都から茨城県を通過して衰えながら茨城県日立市へ抜け、翌12日には北日本に接近、同日中に北海道の南海上で温帯低気圧に変わった。
台風の上陸した関東地方では暴風となり、山間部では記録的な大雨となった。首都圏の交通機関は運休や遅延を余儀なくされた。この台風の被害は四国から北海道の広い範囲に及び、特に東海地方と関東地方では8月にも平成13年台風第11号の影響を受けたため被害が大きかった。
なお、台風通過の最中にアメリカ同時多発テロ事件が発生したため、マスコミから台風の話題は消えた。

## 被害
- 死者5人（群馬3人、長野2人）
- 行方不明者3人（栃木1人、群馬1人、東京1人）
- 負傷者48人（重傷9人・軽傷39人）[2][3]

- 長野県軽井沢町で崖崩れにより2人死亡。
- 四国地方～北海道で大雨が降り、一部では浸水などの被害が発生した。

- 2001年9月10日、東京都の町田市から八王子市でF1の竜巻が発生した。[4]

## 記録
- 最大瞬間風速34.1m/s（東京）
- 最大瞬間風速37.8m/s（石廊崎 - 静岡県石廊崎）
- 最大瞬間風速42.9m/s（大島 - 東京都大島町）
- 9月10日の降雨量595mm（梅ケ島 - 静岡市/現葵区）[5]